# Voyeur (série de jeux vidéo)
 (juillet 2015).
Pour les articles homonymes, voir Voyeur.
Voyeur est une série de jeux vidéo composée de Voyeur et Voyeur II, deux jeux vidéo en full motion video sortis respectivement en 1993 et 1996. Le premier était considéré comme un fer de lance pour l'appareil multimédia/console Philips CD-i qui connut une courte durée de vie. Des portages pour les ordinateurs sous DOS et Macintosh furent réalisés plus tard et sa suite ne fut d'ailleurs disponible que pour ces ordinateurs. Cependant, une version bêta terminée de Voyeur II pour le CD-i fut récemment découverte et distribuée sur différents sites d'abandonware[réf. nécessaire].

## Voyeur

### Système de jeu
Dans le premier jeu, le personnage incarné par le joueur est un détective privé engagé par un membre de la riche famille Hawke chargé de rassembler suffisamment de preuves pour faire tomber le corruptible Reed Hawke, PDG de Hawke Industries. Hawke a rassemblé sa famille durant un weekend dans le but de leur annoncer sa volonté de devenir candidat à la présidence des États-Unis. Le joueur contrôle une caméra vidéo placé dans un immeuble faisant face à la demeure des Hawke permettant d'espionner les lieux et réunir ainsi suffisamment de preuves pour détruire la carrière de Reed Hawke.
La construction du jeu est similaire à celle des jeux en FMV de Digital Pictures comme Night Trap ou Double Switch avec cependant deux différences importantes. La première est que les vidéos de Voyeur contiennent des scènes de nudité féminine et de sexe simulé valant au jeu l'affichage d'un avertissement sur sa boîte, en contraste avec d'autres jeux en FMV tel Night Trap où tout était suffisamment caché pour garantir un simple classement "15" au Royaume-Uni ou "M" aux États-Unis. La seconde différence est que le client engageant le détective privé incarné par le joueur change à chaque partie, modifiant légèrement le scénario. Alors que dans Night Trap et Double Switch, bien qu'ayant de multiples fins (la plupart lors des échecs), le scénario ne changeait jamais.

### Controverse
Voyeur sortit en Amérique alors que l'industrie du jeu vidéo faisait l'objet d'une enquête par le Congrès des États-Unis à propos du niveau de violence et des thèmes sexuellement évocateurs dans les jeux. Le résultat de cette enquête mena à la création de l'ESRB dont la mission est la classification de tous les jeux vidéo vendus aux États-Unis.  Cependant, Night Trap reçut plus d'attention que Voyeur pendant la procédure judiciaire. Le jeu a également été examiné par la BBFC britannique qui lui attribua une classification "18".

## Voyeur II
En 1996, Philips Media (le nom a changé) distribua une suite à Voyeur. Cette fois-ci, des caméras cachées ont été placées dans un chalet situé sur une montagne isolée dans lequel différentes personnes se sont réunies pour la lecture d'un testament dont tout le monde pense qu'il donnera à Elizabeth Duran le contrôle d'un très rentable institut de recherche. Tous les invités veulent accaparer la direction de cet institut et le but du joueur est de regarder les caméras afin de déterminer qui a un potentiel de meurtrier et de l'arrêter avant qu'il (ou elle) ne tue le Dr Duran.